# Edward Ward
Edward Ward (* 3. April 1900 in St. Louis, Missouri; † 26. Dezember 1971 in Hollywood, Kalifornien) war ein US-amerikanischer Komponist von Filmmusik, der für sieben Oscars nominiert war.

## Leben
Ward begann seine Laufbahn als Filmkomponist Ende der 1920er Jahre. 1928 gab er sein Debüt mit der Begleitmusik für Frances White mit dem Titel Heart-Breaking Creole Rose. Im Laufe seiner Karriere war er für die Musik von über 130 Filmen verantwortlich, insbesondere in den 1940er Jahren.
Bei der Oscarverleihung 1939 war er zusammen mit den Liedtextern Chet Forrest und Bob Wright für das Lied Always and Always aus dem Filmdrama Mannequin (1938) von Frank Borzage für den Oscar in der Kategorie „Bester Song“ nominiert. 1942 war er gleich drei Mal nominiert, und zwar für den Oscar für die beste Filmmusik in den Filmdramen Cheers for Miss Bishop (1941) von Tay Garnett und Tanks a Million (1941) von Fred Guiol sowie in dem Musicalfilm All-American Co-Ed (1941) von LeRoy Prinz.
Bei der Oscarverleihung 1943 war er zum einen für die beste Filmmusik in dem Musical Flying with Music (1942) von George Archainbaud sowie zusammen mit den Textern Forrest und Wright für den besten Originalsong Pennies for Peppino aus dem Film Flying with Music nominiert. 1944 bekam er schließlich seine letzte Oscarnominierung für die beste Filmmusik in dem Musical Phantom der Oper (1943) von Arthur Lubin.
Teilweise arbeitete er auch mit anderen Komponisten wie Hubert Bath zusammen.

## Filmografie (Auswahl)
- 1930: Der Flüchtling (The Lash)
- 1934: Des Sträflings Lösegeld (Great Expectations)
- 1934: 1929 – Manhattan N.Y.
- 1935: Das Zeichen des Vampirs (Mark of the Vampire)
- 1935: Das Rätsel von Zimmer 309 (One New York Night)
- 1935: Nach Büroschluss (After Office Hours)
- 1935: No More Ladies
- 1935: Vagabond Lady
- 1936: Kleinstadtmädel (Small Town Girl)
- 1936: Dünner Mann, 2. Fall (After the Thin Man)
- 1936: Die Teufelspuppe (The Devil Doll)
- 1937: Night Must Fall
- 1937: Die gute Erde (The Good Earth)
- 1937: Der Mann mit dem Kuckuck (Personal Property)
- 1937: Squadron of Doom
- 1937: Night Key
- 1937: Der Überfall auf den Goldexpress (Courage of the West)
- 1937: Der letzte Gangster (The Last Gangster)
- 1937: Seekadetten (Navy Blue and Gold)
- 1938: Der Lausbub aus Amerika (A Yank at Oxford)
- 1938: Mannequin
- 1938: Saratoga
- 1938: Drei Männer im Paradies (Paradise for Three)
- 1938: Teufelskerle (Boys Town)
- 1938: Schnelle Fäuste (The Crowd Roars)
- 1938: Engel aus zweiter Hand (The Shopworn Angel)
- 1938: State Police
- 1939: Die Frauen (The Women)
- 1939: Remember?
- 1939: Dünner Mann, 3. Fall (Another Thin Man)
- 1939: Drunter und drüber (It’s a Wonderful World)
- 1939: Henry Goes Arizona
- 1940: Der junge Edison (Young Tom Edison)
- 1940: Die Irrwege des Oliver Essex (My Son, My Son!)
- 1940: Dance, Girl, Dance
- 1940: Die Stunde der Vergeltung (The Son of Monte Cristo)
- 1941: Mr. und Mrs. Smith (Mr. and Mrs. Smith)
- 1941: Cheers for Miss Bishop
- 1941: Tanks a Million
- 1941: All-American Co-Ed
- 1941: Niagara Falls (Kurzfilm)
- 1942: The Devil with Hitler
- 1942: Flying with Music
- 1943: Phantom der Oper (Phantom of the Opera)
- 1944: Abenteuer im Harem (Lost in a Harem)
- 1944: Ali Baba und die vierzig Räuber (Ali Baba and the Forty Thieves)
- 1944: The Climax
- 1947: Copacabana
- 1947: Ein Leben wie ein Millionär (It Happened on 5th Avenue)
- 1948: The Babe Ruth Story
- 1951: Reunion in Reno
- 1966: Destination Saturn (Fernsehfilm)